# Pembroke Athleta FC
Pembroke Athleta FC is een Maltese voetbalclub uit Pembroke.
De club werd in 1962 opgericht als Athleta Juvenis. In 1994 kwam de club voor het eerst op het vierde niveau en nam de huidige naam aan. In 1996, 1998 en 2012 promoveerde de club naar het derde niveau. In 2014 werd het daar tweede en kwam in de First Division. In 2015 werd Pembroke Athleta kampioen en speelt in het seizoen 2015/16 voor het eerst in de Premier League. In 2017 degradeerde de club.